# Sauli Väisänen
Sauli Väisänen (Helsinki, 5 juni 1994) is een Fins voetballer, die doorgaans speelt als centrale verdediger. Väisänen verruilde SPAL in augustus 2019 voor Chievo Verona. Väisänen is sedert oktober 2016 Fins international.

## Clubcarrière
Väisänen doorliep de jeugdreeksen van onder meer Klubi-04 Helsinki, AC Allianssi Vantaa, PK-35 Vantaa, HJK Helsinki en FC Honka. In 2013 promoveerde hij naar de eerste ploeg van FC Honka. Op 6 oktober 2013 maakte hij zijn debuut op het hoogste niveau, de Finse Veikkausliiga. Zes minuten voor tijd kwam hij Sampo Koskinen vervangen in de met 2–4 verloren wedstrijd tegen KuPS Kuopio. Na twee seizoenen maakte hij de overstap naar het Zweedse AIK alwaar hij in 2015 kortelings werd uitgeleend aan HIFK Helsinki. In juli 2017 maakte hij de overstap naar de Italiaanse eersteklasser SPAL. Op 20 augustus 2017 maakte hij zijn debuut in de Serie A. In de uitwedstrijd op Lazio Roma speelde hij de volledige wedstrijd maar kwam niet verder dan een 0–0 gelijkspel. Na een matig seizoen met slechts zeven competitiewedstrijden werd Väisänen in het seizoen 2018/19 verhuurd aan FC Crotone, uitkomend in de Serie B. Daar speelde hij wel regelmatig en dat wekte de interesse van Chievo Verona. Bij die club tekende Väisänen in augustus 2019.

## Clubstatistieken
| Seizoen | Club            | Competitie    | Competitie | Competitie | Beker | Beker | Internationaal | Internationaal | Totaal | Totaal |
| Seizoen | Club            | Competitie    | Wed.       | Dlp.       | Wed.  | Dlp.  | Wed.           | Dlp.           | Wed.   | Dlp.   |
| ------- | --------------- | ------------- | ---------- | ---------- | ----- | ----- | -------------- | -------------- | ------ | ------ |
| 2013    | FC Honka        | Veikkausliiga | 2          | 1          | 2     | 0     | —              | —              | 4      | 1      |
| 2014    | FC Honka        | Veikkausliiga | 15         | 1          | 6     | 2     | 2              | 0              | 23     | 3      |
| 2014    | AIK             | Allsvenskan   | 6          | 0          | 3     | 0     | —              | —              | 9      | 0      |
| 2015    | AIK             | Allsvenskan   | 6          | 1          | 0     | 0     | —              | —              | 6      | 1      |
| 2015    | → HIFK Helsinki | Veikkausliiga | 6          | 1          | 0     | 0     | —              | —              | 6      | 1      |
| 2016    | AIK             | Allsvenskan   | 22         | 1          | 4     | 1     | 2              | 0              | 28     | 2      |
| 2017    | AIK             | Allsvenskan   | 12         | 0          | 5     | 0     | 4              | 2              | 21     | 2      |
| 2017/18 | SPAL            | Serie A       | 7          | 0          | 2     | 0     | —              | —              | 9      | 0      |
| 2018/19 | → FC Crotone    | Serie B       | 25         | 0          | 1     | 0     | —              | —              | 26     | 0      |
| Totaal  | Totaal          | Totaal        | 91         | 5          | 23    | 3     | 8              | 2              | 122    | 10     |

Bijgewerkt op 8 mei 2019.

## Interlandcarrière
Väisänen doorliep verschillende nationale jeugdploegen. Op 6 oktober 2016 maakte hij zijn debuut bij de nationale ploeg. Door bondscoach Hans Backe mocht hij de volledige wedstrijd tegen IJsland spelen. De wedstrijd werd uiteindelijk met 3–2 verloren.